# Eriaxis
Eriaxis là một chi thực vật có hoa trong họ Lan.